# Joan Guarro i Fló
Joan Guarro i Fló, en spansk astronom. 
Minor Planet Center listar honom under namnet J. Guarro och som upptäckare av 5 asteroider.

## Småplaneter
| 13868 Catalonia    | 29 december 1999 |
| 55112 Mariangela   | 28 augusti 2001  |
| (94243) 2001 CB10  | 3 februari 2001  |
| (107312) 2001 CA10 | 3 februari 2001  |
| (131154) 2001 CZ9  | 3 februari 2001  |